# Neotomys ebriosus
Neotomys ebriosus é uma espécie de roedor da família Cricetidae. É a única espécie pertencente ao género Neotomys.
Pode ser encontrada na Argentina, Bolívia, Chile e Peru.